# Bolowiec
Bolowiec – wieś sołecka w Polsce położona w województwie świętokrzyskim, w powiecie kazimierskim, w gminie Skalbmierz.
W latach 1975–1998 miejscowość administracyjnie należała do województwa kieleckiego.

## Części wsi
| SIMC    | Nazwa           | Rodzaj    |
| ------- | --------------- | --------- |
| 0267654 | Reforma         | część wsi |
| 0267660 | Wola Bolowiecka | część wsi |

## Historia
W wieku XIX Bolowiec to folwark w gminie Boszczynek, parafii Pałecznica.
Według spisu powszechnego z roku 1921 w folwarku Bolowiec było 2 domy i 51 mieszkańców. Natomiast we wsi Bolowiecka Wola: 7 domów i 33 mieszkańców.